# Cumberland Brewing Company
Die Cumberland Brewing Company ist eine ehemalige US-amerikanische Brauerei in Cumberland. Das Unternehmen wurde 1877 gegründet und im Jahr 1969 geschlossen.

## Geschichte
Im Jahr 1849 emigrierte der in Württemberg geborene Michael Fesenmeier in die USA, wo er sich in Huntington niederließ und eine Farm betrieb. Neben der Landwirtschaft betrieb Fesenmeier auch eine kleine Brauerei. Als die Nachfrage nach Fesenmeiers Bier wuchs, beschloss er 1877, eine neue Brauerei in Lindnersville nahe der Stadt Cumberland im angrenzenden Bundesstaat Maryland zu eröffnen. Im Gründungsjahr produzierte die Brauerei ungefähr 279 Barrel Bier.
Ende der 1870er Jahre übernahmen Fesenmeiers Söhne Michael L., John J. und Andrew, die Leitung der Brauerei. Er selbst kümmerte sich gemeinsam mit seinem vierten Sohn George um die Farm in Huntington. Sohn Michael verließ das Familienunternehmen jedoch kurz darauf, als ihm eine Stelle bei Anheuser-Busch in St. Louis angeboten wurde. 
Im Jahr 1888 begannen die Fesenmeiers, Lagerbier herzustellen. 
1889, nach nur einem Jahr bei Anheuser-Busch kehrte Michael L. nach Cumberland zurück, um mit einer Gruppe von Investoren und seinem Bruder Andrew die Cumberland-Brauerei von seinem Vater zu kaufen. Am 1. Januar 1890 wurde das Unternehmen offiziell als Cumberland Brewing Company of Allegany County, Maryland eingetragen: Der Investor James Clark wurde Präsident, Andrew und Michael L. Fesenmeier die ersten Braumeister. Um das Produktionsvolumen zu erhöhen und sich fortan mehr auf Lagerbier zu spezialisieren, wurde der alte Brauereikomplex geschlossen und die Cumberland Cotton Mill zu einer modernen Brauerei umgebaut. Bis zum Jahr 1891 wurden hier 22.000 Barrel jährlich gebraut. Firmengründer Michael Fesenmeier starb zwei Jahre später.
1899 kauften die Fesenmeiers zusammen mit ihrem Schwager John Kearney die alte American Brewing Company in Central City, in der Nähe von Huntington. John J. Fesenmeier und John Kearney übernahmen die Leitung dieser Brauerei. Diese Brauerei agierte fortan unter dem Namen West Virginia Brewing Company. John Fesenmeier wurde der Braumeister derselbigen. Die Brüder Michael, Andrew und George blieben in Maryland. Von 1896 bis 1912 wuchs das Produktionsvolumen mit der steten Erweiterung der Brauerei in Cumberland: Stück um Stück wurden neue Anlagen und Gebäude dem Komplex hinzugefügt.
Mit dem Beginn der Prohibition wurde der Brauereibetrieb der Cumberland Brewing Company und der West Virginia Brewing Company eingestellt. Noch kurz zuvor waren die Anlagen der West Virginia Brewing Company nach Cumberland verlegt worden. Nach dem Tod von John J. Fesenmeier kümmerte sich sein Bruder Michael L. Fesenmeier, Braumeister in Cumberland, während der Prohibition um den Betrieb der Brauerei in Huntington, welche zu einer Verpackungsfirma umgebaut worden war. Andrew Fesenmeier, zweiter Braumeister in Cumberland, verstarb ebenfalls während der Prohibition. Mit dem Ende der Prohibition kehrte Michael L. Fesenmeier nach Cumberland zurück und wurde am 25. März 1933 Präsident der Cumberland Brewing Company. Er starb ein Jahr später, am 28. Juli 1934. 
Beide Familienbrauereien, in Cumberland und Huntington, kämpften trotz des Endes der Prohibition mit den restriktiven Kommunal- und Staatsgesetzen zum Alkoholgenuss, welche sich in den anliegenden Bundesstaaten unterschieden. In Kentucky und Ohio durfte Bier mit vollem Alkoholgehalt verkauft werden, während West Virginia nur alkoholreduziertes Bier erlaubte. Zudem entschlossen sich einige Countys in Kentucky dazu, den Verkauf von alkoholischen Getränken trotz des Endes der Prohibition zu stoppen („dry counties“). Bewohner dieser Countys mussten die Staatsgrenze nach Ohio überqueren, um Fesenmeier-Bier zu kaufen.
Bis 1958 agierte die Cumberland Brewing Company als eigenständige Brauerei, als sie von der Queen City Brewing Company, ebenfalls eine in Cumberland ansässige Brauerei, akquiriert wurde. Sie setzte jedoch ihren Braubetrieb unabhängig von der Queen City Brewing Company fort. Sie blieb weiterhin in den Märkten West Virginia, Western Pennsylvania, Cumberland und Baltimore präsent. Im Mai 1961 begann die Cumberland Brewing Company, neben Bier auch verschiedene Limonaden unter der „Carousel“-Marke zu produzieren.
Die Cumberland Brewing Company wurde im April 1969 geschlossen. Ihre Marken wurden in das Portfolio der Queen City Brewing Company aufgenommen, der Großteil des Brauereikomplexes wurde abgerissen. Die Queen City Brewing Company wurde ihrerseits in den 1970ern von der Iron City Brewing Company akquiriert. Der Brauerei in Huntington, welche mittlerweile als Fesenmeier Brewing Company firmierte, erging es nicht besser: Zwar behielt sie ihre Unabhängigkeit, jedoch musste auch sie sich dem von national agierenden Unternehmen aufgebauten Wettbewerbsdruck beugen. Sie schloss im Jahr 1971.
Im November 2014 wurde eine Mikrobrauerei desselben Namens in Cumberland gegründet.